# Thymus aragonensis
Thymus aragonensis là một loài thực vật có hoa trong họ Hoa môi. Loài này được Mateo, M.B.Crespo & N.E.Mercadal mô tả khoa học đầu tiên năm 2000.